# 海軍指揮部 (德國)
海軍指揮部（德語：Marineleitung）是威瑪共和國國防部下最高級別的海軍指揮機構。

## 過渡期的海軍參謀本部
第一次世界大戰結束時，德國國內陷入一片混亂，德國海軍則自行組成了「臨時國家海軍」（Vorläufige Reichsmarine），原有的「海軍參謀本部」短暫接掌了海軍的最高指揮權。1919年9月15日，「海軍參謀本部」在總統命令下解散。
此一時期的海軍參謀本部部長（實質的海軍總司令）如下：
- 阿道夫·馮·特羅塔少將：1919年3月26日至1920年3月22日
- 威廉·米歇里斯（英语：William Michaelis）少將：1920年3月22日至8月31日
- 保羅·貝恩克中將：1920年9月1日至14日

## 海軍指揮部
1920年9月15日，「海軍參謀本部」正式改名為「海軍指揮部」，直至1938年改為「海軍總司令部」前一直為德國海軍最高指揮機關，其部長為「海軍總指揮」，如下：
- 保羅·貝恩克中將（後晉升為上將）：1920年9月15日至1924年9月25日
- 漢斯·曾克爾中將（代理）：1924年9月18日至30日
- 漢斯·曾克爾上將：1924年10月1日至1928年9月30日
- 埃里希·雷德爾上將：1928年10月1日至1935年5月30日